# عبد الرحمن ألب (شخصية خيالية)
عبد الرحمن ألب (بالتركية: Abdurrahman Alp)‏ هو شخصية في المسلسل التلفزيوني التركي ، قيامة أرطغرل ، صوره جلال آل . ظهر لاحقًا كشخصية في تكملة المسلسل، المؤسس عثمان ، حيث يلعبه نفس الممثل ويشار إليه باسم عبد الرحمن غازي . الشخصية مبنية على عبد الرحمن غازي ، رفيق أرطغرل وعثمان الأول وأورهان . 

## قصة

### فيقيامة أرطغرل
ظهر لأول مرة في الموسم الأول كحارس شخصي لـ سيد الكايي سليمان شاه وزوجته السيدة هايماه . إنه مخلص لهم للغاية ولا يتبع إلا أوامرهم ويحميهم دائمًا. في الموسم الثاني، بعد وفاة سليمان شاه، ظل حارسًا شخصيًا لـ هايماه خاتون وهو مخلص للغاية مرة أخرى. عندما يلومه غوندوغدو ، ابن سليمان شاه، وتوتكين ابن شقيق هايماه، هو وحمزة ألب بتهمة الخيانة، يظهر أن عبد الرحمن كان صبورًا ومخلصًا باستمرار لقبيلته، على عكس حمزة الذي تحالف مع المغول. يرسله أرطغرل ، الأخ غير الشقيق لغوندوغدو، للتجسس في معسكر نويان ومعرفة ما يفعله حمزة ألب. وبعد أن يتضح من هو العدو، يمنع عبد الرحمن أيضًا المخادعة آيتولون خاتون من قتل حليمة خاتون. ينتهي الموسم بانفصال جزء من قبيلة كاي، بقيادة أرطغرل، عن غوندوغدو، والهجرة إلى الحدود الغربية. يبدأ الموسم الثالث ويظهر أن عبد الرحمن مخلص لأرطغرل، تمامًا كما كان مخلصًا لسليمان شاه ويشارك معه في معارك مختلفة حتى نهاية الموسم الرابع حيث تنتقل قبيلة كاي إلى سوغوت. ويواصل عبد الرحمن ما يفعله في الموسم الخامس.

### فيالمؤسس عثمان
يظهر عبد الرحمن كرجل عجوز في التكملة المؤسس عثمان . في الموسم الأول، وصل بخبر أن أرطغرل، الموجود في قونية ، مريض للغاية. يشارك عبد الرحمن في العديد من المعارك إلى جانب عثمان ابن أرطغرل، ويُجبر لاحقًا على العيش بذراع واحدة عندما أصيب القائد بالغاي بذراعه اليمنى أثناء إنقاذ الأميرة صوفيا ، وبالتالي تم بترها . يبدأ الموسم التالي بعد أن قتل عثمان صوفيا في الموسم الأول. هنا، يظهر عبد الرحمن قلقًا للغاية على أرطغرل عندما يعود من قونية حيث كان أرطغرل على فراش الموت. يدعي له طوال اليوم ويخبره بما يجري في القبيلة ويدمر عند وفاته. قام لاحقًا بدعم عثمان في أن يصبح السيد ويخدمه. استشهد لاحقًا في كمين نصبه كارا شامان توغاي ، مما أدى إلى تدمير رفيقه بامسي.

## استقبال
وحظي جلال آل، الذي لعب دور هذه الشخصية، بشعبية كبيرة بسبب المسلسل، وفي عام 2021، شكر جمهوره بمختلف اللغات، بما في ذلك الرومانية والأردية والعربية، حيث وصل عدد متابعيه على إنستغرام إلى 800 ألف.  لقد تم استقبال قيامة أرطغرل بشكل جيد في باكستان. كان جلال آل على اتصال بممثلين باكستانيين مختلفين بما في ذلك عمران عباس ، الذي التقى به في باكستان    وقد اشتهر بترديد الأغنية الباكستانية (دل دل باكستان) .   كما زار عمران عباس موقع تصوير المؤسس عثمان في عام 2021 حيث التقى مرة أخرى بجلال آل.  فيروز خان, حيث أثنى عليه لمسلسله التلفزيوني الجديد (خوذا أور محبات 3),   حتى أنه رحب بأربعة ممثلين باكستانيين; همايون سعيد ، عدنان صديقي ، ريما خان ، وساديا خان ، في زيارتهم لتركيا.    كما انتشر مقطع فيديو له وهو يهتف لصالح فريق الكريكيت الباكستاني ملوك كراتشي على وسائل التواصل الاجتماعي  كما أشاد بمجموعة من الأطفال الباكستانيين لإعادة تمثيل مشهد من المسلسل التلفزيوني.    أشاد جلال آل بمؤسس باكستان محمد علي جناح   وتبرع بالدم لمستشفى الأطفال في كراتشي .  حضر آل الاجتماع السنوي الثاني والعشرين للجمعية الإسلامية الأمريكية (MAS)، وهي منظمة إسلامية رائدة، وألقى خطابًا حول المسلسل وتركيا، مما أدى إلى اعتناق زوجين مكسيكيين للإسلام.   

## في وسائل الإعلام الأخرى
تم تصوير عبد الرحمن في المسلسل التلفزيوني التركي المؤسس 1299 (1988)، مقتبس من رواية تحمل نفس الاسم.

## أنظر أيضا
- قائمة شخصيات قيامة أرطغرل
- قائمة شخصيات المؤسس عثمان